# Hahncappsia
Hahncappsia là một chi bướm đêm thuộc họ Crambidae.